# إحسان الملائكة
إحسان صادق الملائكة (23 مارس 1925 في بغداد، 23 أبريل 2010 في بغداد) كاتبة ومترجمة عراقية، ولدت لأب كاتب ومربي هو صادق الملائكة، ولام شاعرة هي سلمى الملائكة. وهي شقيقة الشاعرة نازك الملائكة، وخالها هو الأكاديمي والشاعر والوزير جميل الملائكة. وخالها الأكبر هو الكاتب والشاعر عبد الصاحب الملائكة. حصلت على شهادة بكالوريوس في اللغة العربية وآدابها من دار المعلمين العالية عام 1951، ودرست فن الرسم في معهد الفنون الجميلة حتى عام 1953، كما حصلت على شهادة الكفاءة باللغة الإنكليزية من المجلس الثقافي البريطاني في بغداد عام 1952. نالت شهادة الماجستير في الأدب المقارن من جامعة إسطنبول في تركيا عام 1983.
عملت بالتدريس في مدارس البنات الثانوية والاعدادية في بغداد منذ عام 1952 حتى تقاعدها عام 1978،تزوجت من الفنان التشكيلي علي غالب الشعلان، وانجبت أولادها ملهم، كميت، وابنتها دعد. نجلها الأكبر اعلامي وكاتب وصحفي معروف باسم ملهم الملائكة.

## أعمالها

### مؤلفاتها
ألفت وترجمت عدة كتب، نشر منها:
- اعلام الكتاب الاغريق والرومان. بغداد 2001

- جلال الدين الرومي صائغ النفوس / نشر في عدة عواصم عربية في أعوام 2013، 2014، 2015، كما نشر في بغداد عام 2017 بعنوان "جلال الدين الرومي عاشق حتى النهاية".[5]

- دراسات في الأدب السويدي 2019 (بغداد ترجمة عن الإنكليزية)
- ملامح من تاريخ الأدب التركي. القاهرة وبغداد 2020
- بيكاسو- حياة بنكهة المكعبات. القاهرة 2021
- أحلام تانيا. رواية من الأدب السوفيتي مترجمة عن الإنكليزية، صدرت عام 2022

### مخطوطاتها
مخطوطاتها التي لم تنشر هي:
- من تاريخ الأدب الإنكليزي
- شعر لم يعرف لأبي العلاء المعري
- أوراق عن المتنبي وشعره

### مقالاتها
نشرت ابحاثاً ودراسات في مجلات وصحف عربية منذ خمسينيات القرن العشرين، وتواصلت بالنشر مع الصحافة العراقية حتى عام 2009 قبل وفاتها. من ابحاثها ودراساتها المنشورة:
| عنوان المقال                                       | اسم المجلة      | تاريخ العدد   |
| البسمات الثلاث                                     | الأديب          | يناير - 1952  |
| السر                                               | الأديب          | أبريل - 1953  |
| ليوناردو دافنشي .. الفنان الأسطوري                 | الأديب          | يونيو - 1953  |
| العذريون والتصوف                                   | الآداب          | فبراير - 1958 |
| المعرض السادس لجماعة بغداد                         | الآداب          | يونيو - 1958  |
| المتنبي في مرآة العصر                              | الآداب          | أبريل - 1970  |
| الحقيقة والرؤيا عند المتنبي وابن الفارض            | الآداب          | يونيو - 1970  |
| بديع الزمان في مرآة العصر                          | الآداب          | سبتمبر - 1970 |
| تيرنر وبناء الطبيعة                                | الآداب          | ديسمبر - 1970 |
| العالم واللغة والشاعر - أروين إدمان                | الآداب          | مايو - 1972   |
| العالم واللغة والشاعر - أروين إدمان : تتمة الصفحة9 | الآداب          | مايو - 1972   |
| أحمد فارس الشدياق في هزلة وجده                     | البيان الكويتية | سبتمبر - 1972 |
| جين اوستن والمثالية البورجوازية                    | البيان الكويتية | أغسطس - 1975  |
| الدرس النحوي في بغداد                              | البيان الكويتية | يناير - 1976  |
| شيلي، أضواء على حياته وشخصيته وفنه- الحلقة الأولى  | البيان الكويتية | ديسمبر - 1977 |
| شيلي، أضواء على حياته وشخصيته وفنه                 | البيان الكويتية | مارس - 1978   |
| شيلي، أضواء على حياته وشخصيته وفنه- الحلقة الثالثة | البيان الكويتية | أغسطس - 1978  |
| شيلي أضواء على حياته وشخصيته وفنه- الحلقة الرابعة  | البيان الكويتية | سبتمبر - 1978 |
| شيلي، أضواء على حياته وشخصيته وفنه- الحلقة الخامسة | البيان الكويتية | فبراير - 1979 |
| أثر الحضارة الإسلامية في الأدب التركي              | البيان الكويتية | يوليو - 1985  |
| قديماً.. مزحوا.. لكنهم كانوا ينقدون!!               | البيان الكويتية | سبتمبر - 1986 |
| صفحات مطوية من تاريخ النهضة الأدبية الحديثة        | الآداب          | مايو - 1988   |
| نازك الملائكة في تصور شقيقتها إحسان                | الجديد          | يوليو - 1995  |

## روابط خارجية
- إحسان الملائكة على موقع أرشيف الشارخ.